# Sơn Cẩm Hà
Sơn Cẩm Hà là một xã thuộc thành phố Đà Nẵng, Việt Nam.
Xã Sơn Cẩm Hà có diện tích 23,33 km², dân số năm 2019 là 3.076 người, mật độ dân số đạt 132 người/km².